# Frau aus Freiheit
Frau aus Freiheit (Originaltitel Kobieta z..., internationaler Titel Woman Of) ist ein Spielfilm von Małgorzata Szumowska und Michał Englert aus dem Jahr 2023. Das Drama handelt von einer jungen Person aus der polnischen Provinz, die sich ihrer eigenen Transgeschlechtlichkeit bewusst wird und über mehrere Jahrzehnte hinweg um ihre persönliche Freiheit kämpft. Die Hauptrolle teilen sich Mateusz Wieclawek und Małgorzata Hajewska-Krzysztofik. Die polnisch-schwedische Koproduktion wurde beim Filmfestival von Venedig uraufgeführt.

## Handlung
Die Geschichte umspannt 45 Jahre und beginnt mit dem jungen Adam, der mit seiner Familie in einer polnischen Provinzstadt lebt. Adam versucht ein guter Ehemann und Vater zu sein, fühlt sich aber zunehmend unwohl in seinem Körper, der nicht seiner wahren geschlechtlichen Identität entspricht. Ihm wird im Laufe der Handlung seine Transgeschlechtlichkeit bewusst und er beschließt, für seine persönliche Freiheit zu kämpfen. Später lebt er als Frau unter dem Namen Anieli Wesoły. Parallel zeigt der Film die Veränderungen Polens in den 1970er, 1980er und 1990er-Jahren.

## Veröffentlichung
Die Premiere fand am 8. September 2023 bei den 80. Filmfestspielen von Venedig statt, wo der Film in den Hauptwettbewerb eingeladen wurde. Der deutsche Kinostart ist am 7. November 2024.

## Rezeption
In ihrer Kritik notiert Sofia Glasl im Filmdienst, dass das Regie-Duo die persönliche und gesellschaftliche Transformation der Protagonistin und des Landes zusammen denkt. In dem Film spiegelten sich die verheißungsvollen Möglichkeitswelten, die der Mauerfall für Osteuropa gebracht habe, aber auch die Frage der Protagonistin, was aus ihre hätte werden können, wenn sie im richtigen Körper geboren worden wäre.

## Auszeichnungen
Für Frau aus Freiheit erhielten Szumowska und Englert nach 2020 ihre zweite Einladung in den Wettbewerb um den Goldenen Löwen, den Hauptpreis des Filmfestivals von Venedig. Auch wurde das Werk für den Queer Lion nominiert.